# Heteropterys arenaria
Heteropterys arenaria är en tvåhjärtbladig växtart som beskrevs av Markgraf. Heteropterys arenaria ingår i släktet Heteropterys och familjen Malpighiaceae. Inga underarter finns listade i Catalogue of Life.